# 1143
Il 1143 (MCXLIII in numeri romani) è un anno  del XII secolo.

## Eventi
- Edificazione a Palermo della chiesa di Santa Maria dell'Ammiraglio, fatta costruire da Giorgio I di Antiochia, ammiraglio di Ruggero II; è considerata un fondamentale documento dell'architettura siciliana di ascendenza araba e bizantina.
- 1º luglio: Battaglia di Wilton - Durante la guerra civile inglese conosciuta come Anarchia, un'armata sotto gli ordini di re Stefano d'Inghilterra fu attaccata da un esercito comandato da Robert di Gloucester.
- In estate una rivolta del popolo romano porta all'instaurazione di un libero comune e all'abolizione del potere pontificio. Di lì a poche settimane Innocenzo II muore lasciando una Roma in cui il potere è nelle mani della borghesia e della piccola nobiltà, difese dal popolo minuto.

## Nati
- 31 luglio - Nijō, imperatore giapponese († 1165)
- Alberto IV degli Alberti, nobile italiano († 1203)
- Reginaldo Fitzurse, cavaliere medievale normanno († 1173)
- Al-'Adil I, condottiero curdo († 1218)
- Elisabetta di Vermandois, nobile francese († 1183)
- Fujiwara no Motozane, poeta giapponese († 1166)

## Morti
- 26 gennaio - Ali ibn Yusuf, sultano
- 6 febbraio - Ugo II di Borgogna, duca (n. 1084)
- 8 aprile - Giovanni II Comneno, imperatore bizantino (n. 1087)
- 18 aprile - Gertrude di Supplimburgo, nobile tedesca (n. 1115)
- 24 giugno - Ermesinde di Lussemburgo, contessa di Namur, nobile germanica
- 16 agosto - Hariulfo di Oudenburg, abate francese
- 24 settembre - Agnese di Waiblingen, nobile tedesca (n. 1072)
- 24 settembre - Papa Innocenzo II, papa, vescovo cattolico e cardinale italiano
- 13 novembre - Folco V d'Angiò, condottiero e sovrano franco
- 24 dicembre - Miles de Gloucester, I conte di Hereford, nobile inglese
- Yelü Dashi (n. 1087)
- Gilberto di Limerick, vescovo cattolico e santo irlandese
- Anarawd ap Gruffydd, principe
- Leone di Costantinopoli, arcivescovo ortodosso bizantino

## Calendario
| Calendario 1143 | Calendario 1143 | Calendario 1143 | Calendario 1143 | Calendario 1143 | Calendario 1143 | Calendario 1143 | Calendario 1143 | Calendario 1143 | Calendario 1143 | Calendario 1143 | Calendario 1143 | Calendario 1143 | Calendario 1143 | Calendario 1143 | Calendario 1143 | Calendario 1143 | Calendario 1143 | Calendario 1143 | Calendario 1143 | Calendario 1143 | Calendario 1143 | Calendario 1143 | Calendario 1143 | Calendario 1143 | Calendario 1143 | Calendario 1143 | Calendario 1143 | Calendario 1143 | Calendario 1143 | Calendario 1143 | Calendario 1143 | Calendario 1143 |
| --------------- | --------------- | --------------- | --------------- | --------------- | --------------- | --------------- | --------------- | --------------- | --------------- | --------------- | --------------- | --------------- | --------------- | --------------- | --------------- | --------------- | --------------- | --------------- | --------------- | --------------- | --------------- | --------------- | --------------- | --------------- | --------------- | --------------- | --------------- | --------------- | --------------- | --------------- | --------------- | --------------- |
|                 | 1               | 2               | 3               | 4               | 5               | 6               | 7               | 8               | 9               | 10              | 11              | 12              | 13              | 14              | 15              | 16              | 17              | 18              | 19              | 20              | 21              | 22              | 23              | 24              | 25              | 26              | 27              | 28              | 29              | 30              | 31              |                 |
| Gennaio         | Ve              | Sa              | Do              | Lu              | Ma              | Me              | Gi              | Ve              | Sa              | Do              | Lu              | Ma              | Me              | Gi              | Ve              | Sa              | Do              | Lu              | Ma              | Me              | Gi              | Ve              | Sa              | Do              | Lu              | Ma              | Me              | Gi              | Ve              | Sa              | Do              |                 |
| Febbraio        | Lu              | Ma              | Me              | Gi              | Ve              | Sa              | Do              | Lu              | Ma              | Me              | Gi              | Ve              | Sa              | Do              | Lu              | Ma              | Me              | Gi              | Ve              | Sa              | Do              | Lu              | Ma              | Me              | Gi              | Ve              | Sa              | Do              |                 |                 |                 |                 |
| Marzo           | Lu              | Ma              | Me              | Gi              | Ve              | Sa              | Do              | Lu              | Ma              | Me              | Gi              | Ve              | Sa              | Do              | Lu              | Ma              | Me              | Gi              | Ve              | Sa              | Do              | Lu              | Ma              | Me              | Gi              | Ve              | Sa              | Do              | Lu              | Ma              | Me              |                 |
| Aprile          | Gi              | Ve              | Sa              | Do              | Lu              | Ma              | Me              | Gi              | Ve              | Sa              | Do              | Lu              | Ma              | Me              | Gi              | Ve              | Sa              | Do              | Lu              | Ma              | Me              | Gi              | Ve              | Sa              | Do              | Lu              | Ma              | Me              | Gi              | Ve              |                 |                 |
| Maggio          | Sa              | Do              | Lu              | Ma              | Me              | Gi              | Ve              | Sa              | Do              | Lu              | Ma              | Me              | Gi              | Ve              | Sa              | Do              | Lu              | Ma              | Me              | Gi              | Ve              | Sa              | Do              | Lu              | Ma              | Me              | Gi              | Ve              | Sa              | Do              | Lu              |                 |
| Giugno          | Ma              | Me              | Gi              | Ve              | Sa              | Do              | Lu              | Ma              | Me              | Gi              | Ve              | Sa              | Do              | Lu              | Ma              | Me              | Gi              | Ve              | Sa              | Do              | Lu              | Ma              | Me              | Gi              | Ve              | Sa              | Do              | Lu              | Ma              | Me              |                 |                 |
| Luglio          | Gi              | Ve              | Sa              | Do              | Lu              | Ma              | Me              | Gi              | Ve              | Sa              | Do              | Lu              | Ma              | Me              | Gi              | Ve              | Sa              | Do              | Lu              | Ma              | Me              | Gi              | Ve              | Sa              | Do              | Lu              | Ma              | Me              | Gi              | Ve              | Sa              |                 |
| Agosto          | Do              | Lu              | Ma              | Me              | Gi              | Ve              | Sa              | Do              | Lu              | Ma              | Me              | Gi              | Ve              | Sa              | Do              | Lu              | Ma              | Me              | Gi              | Ve              | Sa              | Do              | Lu              | Ma              | Me              | Gi              | Ve              | Sa              | Do              | Lu              | Ma              |                 |
| Settembre       | Me              | Gi              | Ve              | Sa              | Do              | Lu              | Ma              | Me              | Gi              | Ve              | Sa              | Do              | Lu              | Ma              | Me              | Gi              | Ve              | Sa              | Do              | Lu              | Ma              | Me              | Gi              | Ve              | Sa              | Do              | Lu              | Ma              | Me              | Gi              |                 |                 |
| Ottobre         | Ve              | Sa              | Do              | Lu              | Ma              | Me              | Gi              | Ve              | Sa              | Do              | Lu              | Ma              | Me              | Gi              | Ve              | Sa              | Do              | Lu              | Ma              | Me              | Gi              | Ve              | Sa              | Do              | Lu              | Ma              | Me              | Gi              | Ve              | Sa              | Do              |                 |
| Novembre        | Lu              | Ma              | Me              | Gi              | Ve              | Sa              | Do              | Lu              | Ma              | Me              | Gi              | Ve              | Sa              | Do              | Lu              | Ma              | Me              | Gi              | Ve              | Sa              | Do              | Lu              | Ma              | Me              | Gi              | Ve              | Sa              | Do              | Lu              | Ma              |                 |                 |
| Dicembre        | Me              | Gi              | Ve              | Sa              | Do              | Lu              | Ma              | Me              | Gi              | Ve              | Sa              | Do              | Lu              | Ma              | Me              | Gi              | Ve              | Sa              | Do              | Lu              | Ma              | Me              | Gi              | Ve              | Sa              | Do              | Lu              | Ma              | Me              | Gi              | Ve              |                 |